# Josef Čapek (calciatore)
Josef Čapek (Praga, 1º agosto 1902 – 5 maggio 1983) è stato un calciatore cecoslovacco, di ruolo attaccante.

## Carriera

### Club
Nel 1923 si aggrega alla prima squadra di uno dei club più forti dell'intero paese, lo Slavia Praga. Al suo secondo anno vince il titolo nazionale e nel 1925 vince il secondo campionato cecoslovacco consecutivo. Nel 1927 si trasferisce al Kladno, restando per altri quattro anni nella massima categoria nazionale, sfiorando tre volte la retrocessione (1927, 1928 e 1930). Nel 1931, a 29 anni, lascia il Kladno.

### Nazionale
Il primo luglio 1923 esordisce con la Nazionale cecoslovacca giocando contro la Romania (0-6) e firmando una doppietta. Il 25 maggio 1924 debutta alle Olimpiadi giocando l'incontro valido per i giochi olimpici di Parigi contro la Turchia vinto per 5-2: realizza un gol nel successo cecoslovacco, sarà la sua prima e unica rete nelle Olimpiadi. Gioca anche gli ottavi di finale, tre giorni dopo, contro la Svizzera, ma l'incontro termina sull'1-1: si gioca un replay del match il 30 maggio e questa volta gli svizzeri hanno la meglio per 1-0. Čapek non gioca questo match. L'attaccante prende parte ad altri tre incontri internazionali tra il 1925 e il 1926 totalizzando 7 presenze e 8 gol con la Cecoslovacchia. Inoltre, quando Čapek è sceso in campo, la sua Nazionale non ha mai perso (5 vittorie e 2 pareggi).

## Palmarès

### Club

#### Competizioni nazionali
- Campionato cecoslovacco: 2

Slavia Praga: 1924, 1925